# 在下坂本，有何貴幹？
《在下坂本，有何貴幹？》（日语：／封面英文草寫為 I'm Sakamoto, You Know?）是佐野菜見的日本漫畫作品。原為佐野菜見在2011年8月發表的單篇作品，之後因獲得迴響而於enterbrain漫畫月刊《Harta》開始連載，自2012年春季起至2015年12月止。2016年1月宣布改編成電視動畫，並於同年4月至6月首播。

## 故事
故事內容採用單元劇模式，描述縣立學文高中的全能男學生坂本，平常不時做著各種超乎常理的無厘頭行為，使周遭的女性學生對他欽佩絕倒、以及讓對他吃味的男性同學甘拜下風的種種事蹟。

## 登場人物
※旁白的聲優為小林清志，台灣配音版本旁白由于正昌負責。
坂本（Sakamoto，聲：綠川光（日本）；劉傑（台灣）；边江（中国大陆））
本作的主角，通稱「坂本君」。縣立學文高校1年2班的學生，是個無論學業、體育、音樂、美術、家政事務都很拿手，舉手投足均散發著性格魅力的高中生。黑边框眼镜，特征是左眼下的泪痣，相貌英俊，着装整齐，眼神凌厉，言行潇洒。名字不詳（講出會自動消音）。甚至家庭背景也全然不明。私立天真中學畢業。
喜歡親近小動物，興趣是研究未知神秘現象及UMA，待人處事頗受他人歡迎，唯獨對同班好友久保田的母親的青睞極力迴避。由於出色的個人表現，剛進來學校便引起全班同學的注目，因此經常招致他人羡慕嫉妒，不過總能隨機應變、化險為夷。能以手臂吹奏薩克斯風。歌劇能力極佳，以汽水給予的打嗝機會完美地唱出舒伯特所作的「魔王」。夢想進入NASA任職，以找到人類可移民的星球。最終在漫畫結局如願被某間太空探索機關攬約而前往海外，在全班舉辦的砸派惜別下離開學文高校。

### 縣立學文高校
久保田吉伸（Kubota Yoshinobu，聲：石田彰（日本）；梁興昌（台灣）；默伶（中国大陆））
1年2班的同學，有著捲波浪髮和雀斑的胖少年。性格懦弱老实，原本經常被不良少年勒索欺負，邂逅坂本和在速食店打工後，心靈也產生了變化。在劳动中体会自身价值，并最终领悟到需要靠自己来维护尊严，成为了坂本的好朋友。最終和全班師生參與砸派送別會歡送坂本離校，並表示將永遠記得坂本的存在。
前田淳嗣（Maeda Atsushi，聲：杉田智和（日本）；梁興昌（台灣）；张占坤（中国大陆））
1年2班的同學，兼不良3人組之一。被朋友稱為「阿淳」。小學四年級前待在北海道生活，頭上的紅色帽子是其個人標誌。喜歡坂本，但自己卻搞不清楚這樣的情緒。只要遇到坂本的事情就連地心都願意穿越。先是和馬里奧、健健數度針對坂本，在理科教室脅持坂本期間意外受困和引起火災，經由坂本帶領製造騷動引來老師救火。打雪仗期間臨時胃痛，獲得坂本給予暖暖包舒緩不適。
畢業典禮裡和坂本聯合送走深瀨，最終以回敬打雪仗時被坂本擊敗為由，參與全班為坂本舉辦的砸派送別會，發誓會用功讀書並在將來成為美國的超級猛男，正式承認自己視坂本為一輩子的兄弟。
馬里奧（Mario，聲：武内健（日本）；林正騏（台灣）；魅影之声（中国大陆））
1年2班的同學，兼不良3人組之一。特徵是呈虛線狀的眉毛和矮壯的體格，為不良三人組裡個性較冷靜的一員。
健健（KEN KEN，聲：檜山修之（日本）；于正昌（台灣）；卢力峰（中国大陆））
1年2班的同學，兼不良3人組之一。特徵是向後梳的刺蝟頭。對自己的運動神經很有自信。
瀨良裕也（Sera Yūya，聲：森久保祥太郎（日本）；林正騏（台灣）；DK（中国大陆））
1年2班的同學，留著金色短髮，中廣體型的少年，曾經因為其衣著打扮登上雜誌封面，對於自己的衣著品味感到自豪。渴望成為眾人矚目焦點，但因為坂本的存在吸引全班的注意力而頗為不滿，對坂本抱持敵對意識。被坂本多度化解後轉而崇拜對方，此後開始藉著走搞笑路線和僅著內褲的行動來吸引全班的注意力。在體育祭中爲了讓指向八木的矛頭轉向自己而以脫光衣物的方式跑最後一棒的行程，事後獲得坂本的敬佩。最終在全班舉辦砸派送別會裡，立志將來要成為日本無人不知的知名搞笑演員。
黑沼愛菜（Kuronuma Aina，聲：堀江由衣（日本）； 石薇（台灣）；Hanser（中国大陆））
1年2班的同學，習慣將頭髮梳成雙馬尾的少女，外形靓丽清纯，在班上頗受男生歡迎，猶如偶像般的存在，但亦同時招致其他女同學的敵意，有著頗深的心機。力氣很大。迷恋坂本而試圖追求對方，但坂本的机智令她无从下手。同时被其他女同学排斥的爱菜也由于坂本的周旋而言歸於好。最終在全班舉辦砸派送別會裡以特製草莓派砸向坂本，立志將來要成為擁有性感身材和魅力的女性。
佳奈（Kana-chan，聲：田村由香里（日本）；孫欣瑜（台灣）；赵小爽（中国大陆））
1年2班的同學，留著齊瀏海梳著雙髮辮的元氣少女，對坂本抱有好感。
藤田惠（Fujita Megumi，聲：中原麻衣（日本）；林美秀（台灣）；张惠霖（中国大陆））
1年2班的同學兼委員長，留著黑色短髮的氣弱少女，喜歡攝影和拍攝班上同學的照片。因為喜欢坂本而偷拍其照片，卻留下罪惡感，後來無意間拍攝到戀慕坂本的女鬼照片，一度擔心其偷拍的嗜好會曝光，仍為保護坂本的安全向吉伸求助，最終透過吉伸的輔導和坂本的幫助感謝克服心理陰影，以此契機成功傳達自己對坂本的心意，從此便放心地藉著幫忙班級紀錄活動的契機，拍攝大量坂本的照片，在全班升二年級前將拍攝的照片分享給全班同學。
畢業典禮過後，參與全班師生為坂本舉辦的砸派送別會，趁機向坂本表達自己的感謝。
八木（Yagi-san，聲：生天目仁美（日本）；林美秀（台灣）；贺文潇（中国大陆））
1年2班的同學，留著側分深紫色中長髮的少女，和田中為朋友關係。因為坂本的吸睛言行而燃起競爭意識，前期敵視愛菜，錢仙事件後和後者關係好轉變成朋友。體育祭事件因為接力賽跑掉棒導致班級名次落後陷入自責，但在看見瀨良的表現後對其有佩服之意。
田中（Tanaka-san，聲：藤田咲（日本）；孫欣瑜（台灣）；张雨濛（中国大陆））
1年2班的同學，留著金色短髮的少女，和八木為朋友關係。因為坂本的吸睛言行而燃起競爭意識，前期敵視愛菜，錢仙事件後和後者關係好轉變成朋友。
小美（Mi-chan，聲：植田佳奈（日本）；石薇（台灣）；王婧儿（中国大陆））
1年2班的同學，留著齊瀏海短髮，配戴紅框眼鏡的少女。藤田惠的好友，經常代替藤田惠發表意見。
瑛璃華（Erika，聲：高橋美佳子（日本）；孫欣瑜（台灣）；由小瑜（中国大陆））
1年2班的同學，體型壯碩的少女。對時尚流行的潮流相當敏銳。
森田（Morita，聲：前野智昭（日本）；于正昌（台灣））
1年2班的同學。留著咖啡色中分短髮的少年。經常和安田一齊行動，二人更被咪醬合稱為「馬鹿野郎S」。學校文化祭期間因為無法融入班級心生不滿，受深瀨唆使和安田破壞班級攤位擺設，被坂本設計套出犯人身分。
安田（Yasuda，聲：鈴木達央（日本）；梁興昌（台灣））
1年2班的同學。經常跟森田一起行動的平頭男生。「馬鹿野郎S」之一。學校文化祭期間因為無法融入班級心生不滿，受深瀨唆使和森田破壞班級攤位擺設，被坂本設計套出犯人身分。
丸山學長（Maruyama-senpai，聲：稻田徹（日本）；于正昌（台灣）；付晨阳（中国大陆））
2年級的不良少年之一。僅次於8823。由1年級的跑腿為其打理個人財物。身形肥胖。因為看不慣坂本的過人鋒頭而唆使坂本為其服務，結果反因為坂本的服務品質過於優異而嚇到再也不敢唆使對方。
8823（隼）學長（Hayabusa-senpai，聲：遊佐浩二（日本）；梁興昌（台灣）；辰朔（中国大陆））
2年級的不良少年老大。僅次於坂本的第二名帥哥，充滿男子氣慨及富有俠義精神的個性，是阿淳所憧憬的對象。原本因為看不慣坂本的過人鋒頭而和對方挑戰，甚至導致吉伸被自己的手下剃掉頭髮，結果反被坂本懾服和化敵為友，於事後帶著手下登門向吉伸賠罪。
本名為「翔」（しょう），為單親家庭的長男，母親不在後，和父親肩負照顧兩名幼弟的責任。對法國菜感到苦手。
深瀨（Fukase-san，聲：岩田光央（日本）；于正昌（台灣）；张舸（中国大陆））
有多次留級記錄的3年級男學生，心機頗深，因為嫌生活過於無聊，只要發現獵物就會將其玩弄掌心裡，連學校所有不良學生亦為之卻步，有著各種奇異的傳聞。劇末時被坂本和8823協助策劃送行，被聽命於其的不良學生們歡送畢業。
被強制畢業後沒再回學校，後來在海邊有路人看到戴著衝浪板向大海挑戰的深瀨的身影，似乎也被坂本所收服。
小林茂（Kobayashi Shigeru，聲：矢部雅史（日本）；于正昌（台灣）；李昊甲（中国大陆））
1年2班的班主任，有著禿頭的中高齡男子，過去曾多次渡過危機狀況，經常以自己豐富的人生歷練指導學生。
角田老師（Kakuta-sensei，聲：中田讓治（日本）；林正騏（台灣）；森中人（中国大陆））
學校的體育教師，以生活指導之名，每日時刻關注違反校規的問題學生。

### 其他角色
久保田茂美（Kubota Shigemi，聲：くじら（日本）；石薇（台灣）；祝敏（中国大陆））
久保田吉伸的母親，是個喜歡韓流的主婦。因為察覺坂本神似某韓國影星而對其產生迷戀情節，令吉伸感到困擾，甚至還在吉伸感冒休養期間冒充吉伸至學校接近坂本，之後因為坂本的緣故放下執念。
金勇俊（聲：福山潤（日本）；劉傑（台灣））
久保田茂美喜歡的韓國影星，跟坂本長得很像，但髮型裝扮也有些類似於金秀賢。
松山（Matsuyama，聲：齋賀光希（日本）；孫欣瑜（台灣））
吉伸打工的速食店實習指導人員，負責指導坂本和吉伸攸關速食店的工作內容，後來和其餘顧客為坂本的吸睛表現所懾服。
勇人（Yuto，聲：村瀨步（日本）；石薇（台灣））、
大將（聲：石原朋典（日本）；林美秀（台灣））
光一（聲：高城元氣（日本）；孫欣瑜（台灣））
以上三人就讀於南市立小學校，因為路上偶遇坂本而對其產生好奇心遂尾隨後者，模仿坂本踏白線行走，在坂本出面幫助他們後對其佩服不已。
女幽靈
因為戀慕坂本而跟隨後者，不惜引起騷靈現象的女幽靈，多度騷擾坂本但都被後者無視，反被藤田惠拍下其身影。後來藤田惠為保護坂本而意外透過無意間拍到的照片，發現其欲傳達自身心意的真相，遂將女幽靈的照片印出來給坂本兼傳達己身心意，女幽靈則於事後從此消失不再騷擾坂本。
美紀（Miki，聲：伊藤靜（日本）；石薇（台灣））
坂本在聯誼會認識的武女二年級生，修習課業之餘在餐廳兼職，因為坂本在聯誼會的出色表現被其懾服。
優佳（Yuka，聲：遠藤綾（日本）；林美秀（台灣））
坂本在聯誼會認識，和美紀同校社團的武女學生，因為坂本在聯誼會的出色表現被其懾服。
由依（Yui，聲：豐口惠（日本）；孫欣瑜（台灣））
坂本在聯誼會認識，和美紀同組研究的武女學生，因為坂本在聯誼會的出色表現被其懾服。
亮（Ryo，聲：神奈延年（日本）；林正騏（台灣））
立石大學主修管理的二年級學生兼美紀在打工餐廳的同事。棕色短髮。擅長歌唱，夢想開設背景充滿爵士和R&B氣氛的餐廳。和廣平偶遇坂本並邀請後者參加聯誼，原本因為鋒頭被坂本蓋過而處心積慮設計對方，結果反被坂本巧妙化解而稱其為「聯誼會的魔王」。
廣平（Kohei，聲：星野貴紀（日本）；于正昌（台灣））
和亮同屬足球隊的立石大學學生，因為父親的要求選擇繼承牙科醫師的職業。
8823的父親（聲：魚建（日本）；于正昌（台灣））
本名未詳的上班族男子，為了能夠迎娶視為理想繼室的女子，懇求8823在聚餐表現出紳士風度，以至於8823特地向坂本求助，事發後意外發現實為對方仙人跳的手段，被坂本和8823聯手解危。
美人局（聲：天野由梨（日本）；石薇（台灣））
靠仙人跳手段進行詐欺的女子，後被坂本和8823聯手嚇跑。
警察（Police，聲：楠大典（日本）；于正昌（台灣））
在河堤附近偶然發現坂本和8823決鬥的警察，以前是玩推手相撲的高手。
飯田（Iida，聲：伊藤健太郎（日本）；于正昌（台灣））
DVD出租店的店長。對於幫不良三人組借大量18禁DVD的坂本有很強的警戒心，仍被坂本以畫在手腕上的手錶被其懾服並且出租18禁DVD。
店員（聲：黑岩拓朗（日本）；劉傑（台灣））
DVD出租店的新人店員。

## 發行書籍
| 卷數 | enterbrain     | enterbrain             | 台灣角川      | 台灣角川               |
| 卷數 | 發售日期       | ISBN                   | 發售日期      | ISBN                   |
| ---- | -------------- | ---------------------- | ------------- | ---------------------- |
| 1    | 2013年1月25日  | ISBN 978-4-04-728633-7 | 2013年9月7日  | ISBN 978-986-325-559-8 |
| 2    | 2013年11月27日 | ISBN 978-4-04-729273-4 | 2014年2月5日  | ISBN 978-986-325-832-2 |
| 3    | 2014年12月26日 | ISBN 978-4-04-730087-3 | 2015年9月30日 | ISBN 978-986-366-718-6 |
| 4    | 2016年1月27日  | ISBN 978-4-04-730925-8 | 2016年8月11日 | ISBN 978-986-473-171-8 |

## 電視動畫
2016年4月至7月在TBS﹑MBS﹑CBC以及BS-TBS電視台的深夜時段首播。當初預定播出全13話，但受到2016年熊本地震相關特別報導的影響只播出12話，同年5月，導演高松信司在自己的Twitter上表示第13話會在10月發行的BD／DVD第5卷收錄。
此外，因為原作有描寫高中生抽菸的行為，所以在動畫播出之後用反光特效遮蔽。但是導演主張要呈現不良學生的行為之演出，自行做了近似香菸的巧克力棒包裝盒的圖片作說明以提醒和辨識。

### 製作人員
- 原作：佐野菜見「在下坂本，有何貴幹？」（KADOKAWA刊）[8]
- 導演、全集編劇：高松信司
- 人物設定：中嶋敦子
- 道具設定：岡戸智凱
- 美術監督、美術設定：武藤正敏
- 色彩設計：佐野瞳
- 攝影監督：酒井淳子
- 剪輯：松原理惠
- 音樂：福田裕彥（日语：福田裕彦）
- 音樂製作：KING RECORDS
- 音響製作：DAX International Inc.（日语：ダックスインターナショナル）
- 錄音工作室：P's STUDIO azabudai A/R ONE
- 音響効果：出雲範子（日语：出雲範子）
- 製作人：田中豪、渡邊亮介、高橋、菊島憲文、浦崎宣光、佐藤誠、新宿五郎、藍谷厚史
- 動畫製作：STUDIO DEEN
- 協力製作：KING RECORDS、KADOKAWA、STUDIO DEEN、第一興商（日语：第一興商）、DAX International Inc.、日本播音演技研究所
- 製作：在下坂本，有何貴幹？製作委員會、TBS

### 主題曲
片頭曲「COOLEST」
作詞、作曲、編曲：ENDO，主唱：
片尾曲
作詞、作曲、編曲：渡邊健二，主唱：

### 各話列表
| 話數     | 日文標題 | 中文標題                                 | 劇本     | 分鏡     | 演出              | 作畫監督                                       | 總作畫監督 |
| -------- | -------- | ---------------------------------------- | -------- | -------- | ----------------- | ---------------------------------------------- | ---------- |
| 第一話   |          | 1年2班 坂本同學Be Quiet                  | 高松信司 | 高松信司 | 牧野友映          | 石井明治、森本浩文                             | 中嶋敦子   |
| 第二話   |          | 求救不如自救今天就能運用的戀愛心理學     | 高松信司 | 城所聖明 | 葛谷直行          | 原田峰文                                       | 木村友美   |
| 第三話   |          | 跑腿小弟坂本戀愛捉迷藏                   | 高松信司 | 名村英敏 | 村田尚樹          | 安田京弘 善似郎                                | 中嶋敦子   |
| 第四話   |          | 坂本是色胚嗎？課堂剪影集錦坂本消失的夏天 | 高松信司 | 稻垣隆行 | 久保太郎 赤城博昭 | 木村友美、西尾智惠 森本浩文、櫻井正明          | 木村友美   |
| 第五話   |          | 壘球擲遠不良少年翹楚8823學長健康管理     | 高松信司 | 長田繪里 | 長田繪里          | 石井明治、森本浩文 淺井昭人、小田真弓          | 中嶋敦子   |
| 第六話   |          | 放學的規矩隔著鏡頭的戀情學生餐廳行銷術   | 高松信司 | 牧野友映 | 牧野友映          | 小林、那須野文                                 | 木村友美   |
| 第七話   |          | 坂本果真是色胚嗎？瀨良的法國革命         | 高松信司 | 川崎逸朗 | 村田尚樹          | 浅井昭人、佐藤                                 | 中嶋敦子   |
| 第八話   |          | 文化祭暗潮洶湧                           | 高松信司 | 齊藤哲人 | 木宮茂            | 原田峰文、上原史也                             | 木村友美   |
| 第九話   |          | 坂本同學與我的相遇最近又最遠的人         | 高松信司 | 稻垣隆行 | 高橋順            | 長田繪里、木村友美 森本浩文、武本大介 安田祥子 | 中嶋敦子   |
| 第十話   |          | 魔王不足之物                             | 高松信司 | 木村延景 | 木村延景          | 森本浩文、木村友美 長田繪里、平林孝 藤井文乃   | 木村友美   |
| 第十一話 |          | 不需要溫暖1年2班的回憶                   | 高松信司 | 川崎逸朗 | 赤城博昭 久保太郎 | 石井明治 善似郎                                | 中嶋敦子   |
| 第十二話 |          | 坂本同學再見                             | 高松信司 | 牧野友映 | 牧野友映          | 淺井昭人、佐藤木乃美 森本浩文、北原廣大        | 木村友美   |
| 第十三話 | [ 注 1 ] |                                          | 高松信司 | 高松信司 | 木宮茂            | 原田峰文、上原史也                             | 中嶋敦子   |

### 播放單位
| 播放日期               | 播放時間                  | 播放電視台   | 播放地區   | 備註                                     |
| ---------------------- | ------------------------- | ------------ | ---------- | ---------------------------------------- |
| 2016年4月7日－6月30日  | 星期四 26時28分－26時58分 | TBS電視台    | 關東廣域圈 | 製作局／字幕放送                         |
|                        | 星期四 27時30分－28時00分 | CBC電視台    | 中京廣域圈 |                                          |
| 2016年4月8日－7月1日   | 星期五 27時10分－27時40分 | 每日放送     | 近畿廣域圈 | [ 注 2 ]                                 |
| 2016年4月9日－7月2日   | 星期六 25時30分－26時00分 | BS-TBS       | 日本全國   | BS放送                                   |
| 2016年4月17日－7月10日 | 星期日 25時30分－26時00分 | TBS頻道1     | 日本全國   | CS放送／有重播                           |
| 2016年7月14日－9月29日 | 星期四 25時50分－26時20分 | 愛電視台     | 愛媛縣     |                                          |
| 2016年12月7日－3月1日  | 星期三 23時00分－23時30分 | Kids Station | 日本全國   | CS放送／『area-23』時段 字幕放送／有重播 |
| 2019年1月15日－4月1日  | 星期二 25時30分－26時00分 | 北陸放送     | 石川縣     |                                          |

| 播放 | 播放電視台 | 播放日期                                    | 當地播放時間                                                 | 所屬聯播網  | 備註                            |
| ---- | ---------- | ------------------------------------------- | ------------------------------------------------------------ | ----------- | ------------------------------- |
| 臺灣 | Animax HD  | 2016年5月7日－7月23日 第13集：2017年2月6日  | 星期六 23時30分－24時00分 第13集：20時30分－21時00分         | 中華電信MOD | 採新番急送播映至12集 有重播時段 |
| 臺灣 | Animax     | 2016年8月14日－8月25日 第13集：12月9日      | 每晚（週三除外） 8時30分－9時00分 第13集：19時30分－20時00分 | 有線電視    | 追加中文配音 有重播時段         |
| 香港 | Animax     | 2016年7月26日－8月15日 第13集：2017年5月3日 | 星期一至二 20時00分－21時00分 第13集：18時30分－19時00分     | －          | －                              |

### BD／DVD
| 卷數 | 發售日期       | 收錄話數       | 規格編號   | 規格編號   |
| 卷數 | 發售日期       | 收錄話數       | BD         | DVD        |
| ---- | -------------- | -------------- | ---------- | ---------- |
| 1    | 2016年6月22日  | 第1話－第3話   | KIXA-654   | KIBA-2272  |
| 2    | 2016年7月27日  | 第4話－第6話   | KIXA-655   | KIBA-2273  |
| 3    | 2016年8月24日  | 第7話－第9話   | KIZX-253/4 | KIZB-218/9 |
| 4    | 2016年9月21日  | 第10話－第11話 | KIZX-255/6 | KIZB-220/1 |
| 5    | 2016年10月26日 | 第12話－第13話 | KIZX-257/8 | KIZB-222/3 |

## 反應
於2013年12月發表的「這本漫畫真厲害！2014」男生篇中獲得第二名。
在由漫畫編輯所評選、2013年第2屆Natalie漫畫大獎中，《在下坂本，有何貴幹？》擊敗該時期其它熱門漫畫如《進擊的巨人》、《銀之匙》等作品，奪得第一名的成績。其中投此作品支持票的月刊少年Sunday編輯高長佑典表示「不管是書名還是漫畫角色的表現都令人發噱地想說『這到底在搞什麼鬼』」，另一名編輯市原武法則認為「不得不說在漫畫月刊《Harta》上連載著現今日本最厲害的搞笑作品」。

## 外部連結
- enterbrain出版社介紹頁面（页面存档备份，存于） （日語）
- 電視動畫TBS電視台官方網站 （页面存档备份，存于）